# 韦尔霍夫斯科耶农村居民点 (韦尔霍瓦日耶区)
韦尔霍夫斯科耶农村居民点（俄语：Сельское поселение Верховское）是俄罗斯联邦沃洛格达州韦尔霍瓦日耶区所属的一个农村居民点。其下辖有23个居民点，行政中心为斯梅塔尼诺。据2015年统计，该农村居民点的人口为744人。